# Joseph Otto Albert von Wolff

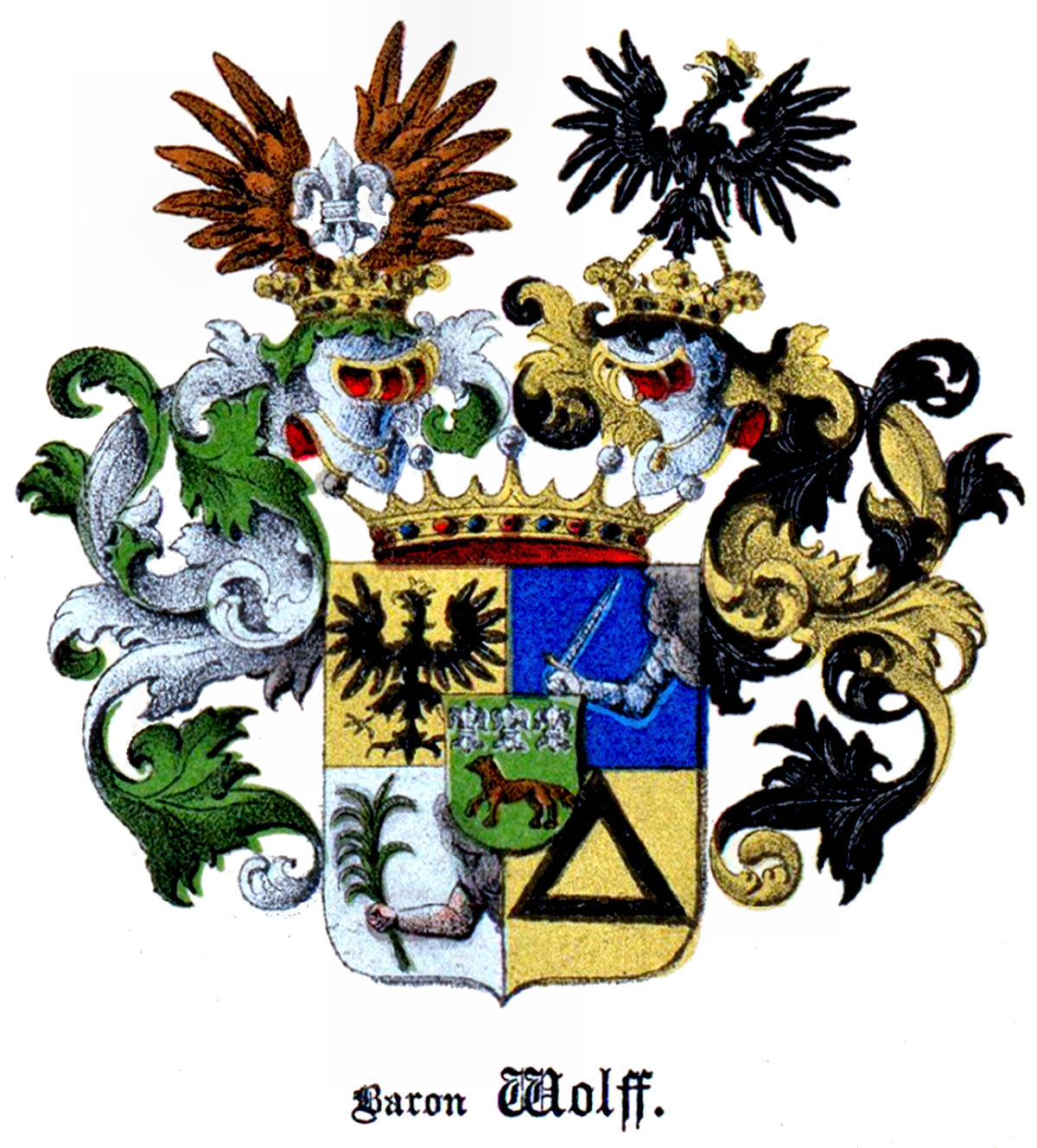
Wappen derer von Wolff

Joseph Otto Albert Freiherr von Wolff (* 4. Juli 1789 in Neu–Laitzen in Livland; † 28. Dezember 1870 ebenda) war Wasserbauingenieur und livländischer Gutsbesitzer.

## Leben
Joseph Otto Albert von Wolff ging zum Studium der Hydraulik nach Gotha und wechselte 1808 an die Universität Heidelberg, wo er 1809 Mitglied des Corps Curonia wurde. 1810 ging er nach Düsseldorf, um sich praktisch mit dem Wasserbau zu beschäftigen. Anschließend unternahm er Studienreisen nach Holland, Frankreich, die Schweiz und Oberitalien, um 1811 nach Livland zurückzukehren. 1812 trat er als Premierleutnant in den Dienst des Wasserbaudepartements in Sankt Petersburg ein. 1816 wurde er zum Kapitän befördert. 1818 nahm er als Ingenieur-Major seinen Abschied, um sich der Bewirtschaftung der Güter seiner Familie und später seiner eigenen Güter zu widmen, zu den Neu-Laitzen mit Reppekaln und Luxenhof, Lubahn, Meiran, Druween, Neu-Rosen, Ilsen, Alswig, Kragenhof, Noetkenshof und Rehsack gehörten. Durch weiträumige Entwässerungsarbeiten machte er große, bisher unbewirtschaftbare Landflächen urbar und erwarb sich hierdurch besondere Verdienste um die livländische Landwirtschaft. Er war Kirchenvorsteher von Oppekaln und Mitstifter des Kirchspiels Lubahn.

## Auszeichnungen
Für seine Verdienste um die livländische Landwirtschaft ernannte ihn 1851 die Livländische Gemeinnützige und Okonomische Sozietät zu ihrem Ehrenmitglied.

## Familie
Joseph Otto Albert Freiherr von Wolff entstammte einem Ratsgeschlecht aus Sagan, welches im 17. Jahrhundert in das Baltikum auswanderte und 1726 das Indigenat der Livländischen und 1729 das der Estländischen Ritterschaft erhielt. 1747 erfolgte die Erhebung in den Reichsfreiherrenstand. Er war der Sohn von Johann Gottlieb von Wolff (1756–1817) und der Marie Clementine de Fallois de Feoville (1759–1821). Ernst Christoph Alexander von Wolff (1783–1832) war sein Bruder. Er heiratete am 15. August 1818 in Dorpat Emilie Guillemot de Villebois a. d. H. Kurrista.